# Luisa Sofovich
Luisa Sofovich (Buenos Aires, 1905 - Buenos Aires, 1970) fou una escriptora argentina, i l'esposa de Ramón Gómez de la Serna.
Filla de pares russos, Luisa Sofovich fou autora de diverses novel·les, llibres de narracions i biografies. Separada del seu marit, Alfredo Manuel Ghioldi, i amb un nen de mesos, el 1931 va conèixer Ramón Gómez de la Serna en una de les conferències organitzades pel P.E.N. Club argentí, en el primer viatge de Ramón a Amèrica. Ramón continuava veient Carmen de Burgos, la seva antiga parella, en el seu nou habitatge del carrer Villanueva, però la seva relació ja havia decaigut. Al cap de poc temps, Sofovich es va divorciar i aquell mateix any, abans de tornar a Madrid, es van casar. El 1936, amb l'adveniment de la Guerra Civil Espanyola, tots dos marxaren cap a Buenos Aires. El 1949, tots dos emprenen un breu viatge a Espanya, passant per Bilbao, Madrid i Barcelona, abans de retornar ben aviat a Buenos Aires. Després de la mort del seu marit, Sofovich va portar a Madrid els records materials de l'escriptor per tal d'establir el Museu de Ramón, que el municipi madrileny acollí i instal·là per honorar la seva memòria. La major part de la documentació escrita de Gómez de la Serna i bona part de la de Sofovich fou adquirida per la Biblioteca Nacional d'Espanya, on es conserva actualment.